# Stamboom Frederik van Pruisen (1657-1713)
Dit is de stamboom van Frederik van Pruisen (1657-1713).
| Stamboom Frederik van Pruisen (1657-1713)                                  | Stamboom Frederik van Pruisen (1657-1713)                                                           | Stamboom Frederik van Pruisen (1657-1713)                                                           | Stamboom Frederik van Pruisen (1657-1713)                                                           | Stamboom Frederik van Pruisen (1657-1713)                                                           | Stamboom Frederik van Pruisen (1657-1713)                                                           | Stamboom Frederik van Pruisen (1657-1713)                                                           |
| -------------------------------------------------------------------------- | --------------------------------------------------------------------------------------------------- | --------------------------------------------------------------------------------------------------- | --------------------------------------------------------------------------------------------------- | --------------------------------------------------------------------------------------------------- | --------------------------------------------------------------------------------------------------- | --------------------------------------------------------------------------------------------------- |
| Grootouders                                                                | George Willem van Brandenburg (1595-1640) x 1616 Elisabeth Charlotte van de Palts                   | George Willem van Brandenburg (1595-1640) x 1616 Elisabeth Charlotte van de Palts                   | George Willem van Brandenburg (1595-1640) x 1616 Elisabeth Charlotte van de Palts                   | Frederik Hendrik van Oranje-Nassau (1584-1647) x 1625 Amalia van Solms (1602-1675)                  | Frederik Hendrik van Oranje-Nassau (1584-1647) x 1625 Amalia van Solms (1602-1675)                  | Frederik Hendrik van Oranje-Nassau (1584-1647) x 1625 Amalia van Solms (1602-1675)                  |
| Ouders                                                                     | Frederik Willem I van Brandenburg (1620-1688) x 1646 Louise Henriëtte van Oranje-Nassau (1627-1667) | Frederik Willem I van Brandenburg (1620-1688) x 1646 Louise Henriëtte van Oranje-Nassau (1627-1667) | Frederik Willem I van Brandenburg (1620-1688) x 1646 Louise Henriëtte van Oranje-Nassau (1627-1667) | Frederik Willem I van Brandenburg (1620-1688) x 1646 Louise Henriëtte van Oranje-Nassau (1627-1667) | Frederik Willem I van Brandenburg (1620-1688) x 1646 Louise Henriëtte van Oranje-Nassau (1627-1667) | Frederik Willem I van Brandenburg (1620-1688) x 1646 Louise Henriëtte van Oranje-Nassau (1627-1667) |
| Frederik I van Pruisen (1657-1713) x Elisabeth Henriëtte van Hessen-Kassel | | | | | | |
| Kinderen                                                                   | Frederik Willem I van Pruisen (1688-1740) x 1706 Sophia Dorothea van Hannover (1687-1757)           | Frederik Willem I van Pruisen (1688-1740) x 1706 Sophia Dorothea van Hannover (1687-1757)           | 2 kinderen                                                                                          | 2 kinderen                                                                                          | 2 kinderen                                                                                          | 2 kinderen                                                                                          |
| Kleinkinderen                                                              | August Willem van Pruisen (1722-1758)                                                               | August Willem van Pruisen (1722-1758)                                                               | ?                                                                                                   | ?                                                                                                   | ?                                                                                                   | ?                                                                                                   |